# Фрегаты типа «Абукума»
Фрегаты типа «Абукума» (яп. あぶくま) — тип фрегатов с управляемым ракетным оружием, стоящий на вооружении Морских сил самообороны Японии, пришедший на смену фрегатам типа «Юбари». По японской классификации фрегаты типа «Абукума» являются эскортными кораблями.